# Saussurea jacea
Saussurea jacea là một loài thực vật có hoa trong họ Cúc. Loài này được (Kl.) C.B.Clarke miêu tả khoa học đầu tiên năm 1876.